# Шрёдер, Франк
Франк Шрёдер (нем. Frank Schröder; 6 марта 1962 года, Альтенбург) — восточногерманский лыжник, призёр чемпионата мира.

## Карьера
Лучшим достижением Шрёдера в общем итоговом зачёте Кубка мира является 61-е место в сезоне 1981/82.
На Олимпийских играх 1984 года в Сараево, занял 26-е место в гонке на 15 км классическим стилем, 43-е место в гонке на 30 км свободным стилем и 9-е место в эстафете.
На чемпионате мира 1982 года в Осло завоевал бронзовую медаль в эстафете, кроме того был 15-м в гонке на 15 км свободным стилем.